# Wolfgang Vogler (Grenzopfer)
Wolfgang Vogler (* 8. September 1948 in Parchim; † 15. Juli 1974 in Magdeburg) war ein Todesopfer an der innerdeutschen Grenze.

## Tod
Der in Parchim lebende Landmaschinen- und Traktorenschlosser Vogler hatte sich im Sommer 1974 in eine Frau aus Australien, die zu Besuch in der DDR war, verliebt. Die junge Frau konnte sich ein Leben in der DDR aber nicht vorstellen. In der Folge versuchte er am 14. Juli 1974, in der Nähe von Benneckenstein die Grenze zum westdeutschen Niedersachsen zu überwinden. Dabei löste er gegen 18.30 Uhr eine Selbstschussanlage aus und wurde schwer verletzt. Nach einer Notversorgung wurde er in die Medizinische Akademie Magdeburg gebracht, in der er am nächsten Tag starb.
In einem Prozess um den Tod von Vogler und fünf weiteren Fluchtopfern, die durch Selbstschussanlagen oder Schusswaffengebrauch gestorben waren, wurden im September 1993 die verantwortlichen ehemaligen Mitglieder des Nationalen Verteidigungsrats der DDR wegen Anstiftung zum Totschlag zu viereinhalb bis siebeneinhalb Jahren Haft verurteilt.